# Largazole

Largazole

El largazole es un depsipéptido cíclico citotóxico encontrado en las cianobacterias marinas Symploca sp. de las aguas de Key Largo, en los Cayos de Florida.  Ha sido clasificado en otros dos organismos: la especie de esponja marina Hyrtios reticulatus y como cianobacteria marina Caldora penicillata.
Es un inhibidor de las histonas desacetilasas de clase I (HDAC I). Su estructura y su actividad biológica le permite atacar células transformadas, esta característica hace que sea objeto de interés para terapias contra diferentes tipos de cáncer, angiogénesis ocular y enfermedades del sistema nervioso central.

## Descubrimiento
Este compuesto natural fue aislado en 2008 por un equipo de investigación dirigido por  Hendrik Luesch, catedrático de química medicinal en la Universidad de Florida.  La investigación se realizó en las aguas de Key Largo, después de los hallazgos previos de metabolitos secundarios , provenientes de cianobacterias marinas de interés biomédico, tales como el dolastatin 10, el curacin A, la apratoxina A y la lyngbyastatina.
El depsipéptido largazole se extrajo de la cianobacteria Symploca sp.  mediante disolventes orgánicos. En una primera fase, se obtuvo un extracto crudo citotóxico. El extracto crudo citotóxico resultante se sometió a una fraccionación, guiada por bioensayos, mediante la partición de solventes, a una cromatografía en gel de sílice y a una HPLC en fase inversa. Finalmente, se obtuvo largazol como un sólido amorfo e incoloro.

## Estructura técnica y función
El largazole tiene una fórmula molecular de
 C29H42N4O5S3.
Contiene un anillo aromático de tiazol, fundamental para su actividad biológica por sus propiedades químicas; un éster macrocíclico de 16 miembros, que le hace capaz de adoptar una conformación específica para sus dianas moleculares; un tioéster derivado del ácido caprílico, que puede hidrolizarse y liberar largazole-tiol, fragmento activo que inhibe las HDAC I y un grupo caprolactama en posición terminal, que estabiliza su estructura y le aporta especificidad en la interacción enzimática.

## Síntesis

Diferentes especies Caldora Penicillata.

La biosíntesis natural del largazole en los organismos que lo contienen, no está suficientemente estudiada. Las investigaciones se concentran en su síntesis en el laboratorio para su desarrollo y estudio como pro-fármaco, mediante la observación de su biología.  
Presenta múltiples rutas sintéticas, relacionadas con sus estructuras y su actividades iniciales. En una de estas, estudiada por el Dr. Hendrik Luesch y colaboradores, se han empleado tres bloques clave: una valina, un éster β-hidroxil y una tiazolil-tiazolina.
Su aislamiento y síntesis, se puede lograr mediante la macrolactamización y la metátesis cruzada para formar enlaces carbono-carbono entre fragmentos moleculares. La reacción de metatesis cruzada, catalizada por la enzima de segunda generación de Grubbs, es indispensable para formar los productos largazol natural y análogos que mostraron actividades antiproliferativas y inhibitorias del HDAC I parecidas, en las cuales el grupo tiol es clave. 
Por lo que hace a los análogos sintéticos: tiol, acetil, y alanina, demuestran una acción antiproliferativa similar a la del largazole, mientras que los análogos con enlaces más largos y configuración C17-epímera muestran una acción inhibidora de HDAC I reducida o nula.
Todas estas características confluyen en que el depsipéptido marino, tiene predisposición por las HDAC I. Además del rol indispensable que protagoniza el grupo tiol (presente en su estructura) para llevar a cabo su acción.

## Función en la cianobacteriaSymploca sp.
La función del largazole en la cianobaceria Symploca sp es incierta, ya que muchos metabolitos secundarios en organismos marinos no tienen una función evidente. Se han propuesto varias hipótesis, pero la más factible es que el largazole probablemente actúe en la defensa del organismo y la competición por recursos.
Es común que los metabolitos secundarios ,en organismos marinos, actúen como mecanismos de defensa contra microorganismos competidores, infecciones y depredadores. El largazole, al ser un inhibidor de las Histona deacetilasa (HDAC I), probablemente actúe como un agente tóxico para organismos cercanos, interfiriendo en su metabolismo y regulación epigenética. Esto le daría una ventaja ecológica en el establecimiento de territorio y la adquisición de nutrientes.

## Importancia biomédica
Se está observando el valor que tienen las cianobacterias del entorno marino para la investigación biomédica. El largazol, por su mecanismo de acción, presenta cualidades anticancerígenas similares a la de los fármacos: vorinostat (SAHA) y romidepsina (FK228). Fármacos aprobados para el tratamiento del linfoma cutáneo de células T (CTCL).El largazole, inhibe el crecimiento de células tumorales e induce tanto la detención del ciclo celular como la apoptosis en diversos modelos de cáncer. Su eficacia ha sido evaluada en estudios tanto in vitro como in vivo. Éste, al ser activado, libera un grupo tiol y facilita la introducción de iones Zn²⁺ en el sitio activo de las histona deacetilasa (HDAC I). Estas enzimas regulan la transcripción génica mediante la desacetilación de los grupos ε-amino de las histonas, lo que provoca cambios en la conformación de la cromatina y promueve su compactación. 
Respecto a la angiogénesis ocular, el largazole inhibe la vía de señalización Factor de crecimiento endotelial vascular (VEGF), una vía proangiogénica, y aumenta la expresión del gen p21, un inhibidor del ciclo celular, como resultado de inhibir las histona deacetilasa (HDAC) I. Esto da como resultado la imposibilidad de la formación, la proliferación y la viabilidad de tubos de células endoteliales y el crecimiento de vasos en la coroides, causante de la angiogénesis ocular. También ha demostrado resultados en la génesis de vasos en el metatarso.
En el ámbito de las enfermedades del sistema nervioso central, ciertas dosis de largazole, han demostrado cambios en la expresión de genes relacionados con la neuroprotección, especialmente con la regulación positiva de Factor neurotrófico derivado del cerebro (Bdnf) y Paired box 6 (Pax-6).

La expresión de Pax6 suprime la proliferación e invasión del glioblastoma (GBM) y se correlaciona inversamente con el grado de este tumor. Pax6 también está implicada en la neurogénesis, la plasticidad neuronal y la capacidad cognitiva. Esto plantea el potencial del largazole en tratamientos de cáncer cerebral y trastornos neurodegenerativos.